# Последният римлянин
Определението последният римлянин (Ultimus Romanorum) в исторически план е давано на всеки човек, за който се е смятало, че въплъщава ценностите на античната римска цивилизация – ценности, които са изчезнали след неговата смърт.
Използвано е като описание за много хора. Първият записан случай е Марк Юний Брут, когото Юлий Цезар описва като този, с когото ще изчезне старият римски дух.
Много хора са наричани последния римлянин:
- Флавий Велизарий е един от най-великите военачалници на Византийската империя и един от най-приветстваните пълководци в историята. Той също така е последният римски военачалник, за когото е правен триумф
- Гай Азиний Полион е един от последните оратори и писатели на Римската република.
- Флавий Аеций е военачалник от последните години на Западната римска империя, който извоювал решителна победа над хуна Атила.
- Валент е императорът, който претърпява с армията си катастрофално поражение в битката при Адрианопол.
- Сиагрий е последният римски пълководец в Галия преди нашествието на франките.
- Амброзий Аврелиан е римо-британски военачалник, воювал против англосаксонската инвазия.
- Аниций Манлий Торкват Северин Боеций е един от великите римски философи.
- Юстиниан I е друг император, за когото е направена биография от телевизия A&E, озаглавена Юстиниан: Последният римлянин (1997).

В по-буквален смисъл може да се отнася за:
- Ромул Августул, de facto последният император на Западната римска империя.
- Юлий Непот, de jure последният император на Западната римска империя.
- Константин XI Палеолог, последният император на Византия.

Различен списък на „последни римляни“ е предложен в E. Cobham Brewer, Dictionary of Phrase and Fable (1898) :
- Марк Юний Брут, един от убийците на Цезар. (85 – 42 пр.н.е.)
- Гай Касий Лонгин, описан по този начин от Брут. (починал 42 пр.н.е.)
- Стилихон, римски военачалник при Теодосий.
- Флавий Аеций, военачалник, който застава на страната на галите срещу франките и други варвари и побеждава Атила на Каталаунските полета пре 451 г. Наречен така от Прокопий.
- Франсоа Жосеф Терасе Десбилон; наречен така поради елегантността и чистотата на неговия латински език (1751 – 1789).
- Александър Поуп нарича Уилям Конгрийв Ultimus Romanorum. (1670 – 1729.)

- |  | Тази страница частично или изцяло представлява превод на страницата Last of the Romans в Уикипедия на английски. Оригиналният текст, както и този превод, са защитени от Лиценза „Криейтив Комънс – Признание – Споделяне на споделеното“, а за съдържание, създадено преди юни 2009 година – от Лиценза за свободна документация на ГНУ. Прегледайте историята на редакциите на оригиналната страница, както и на преводната страница, за да видите списъка на съавторите. ВАЖНО: Този шаблон се отнася единствено до авторските права върху съдържанието на статията. Добавянето му не отменя изискването да се посочват конкретни източници на твърденията, които да бъдат благонадеждни. |